# BADBOYS
『BADBOYS』（バッドボーイズ）は、田中宏による日本の漫画作品。広島が舞台。別表記に『BAD BOYS』『ばっど・ぼーいず』など。

## 概要
1988年から1996年まで『ヤングキング』（少年画報社）で連載された。単行本は同社ヤングキングコミックスより全22巻。大型本の「定本・BADBOYS」全10巻、新書サイズの「BADBOYS（新装版）」全22巻、選集のコンビニコミックが何度かシリーズとして刊行された。2005年5月から『月刊BADBOYS』の刊行を開始し、2008年2月まで合計34冊が発行された。「YOUNGKINGセレクション」と銘打たれた同シリーズは『BADBOYS』および『BADBOYS グレアー』を再録する定期刊行物であり、表題についても2005年4月号（第1号）から2007年6月号までが『月刊BADOBOYS』、2007年7月号から2008年4月号（最終号）までが『月刊BADBOYS グレアー』となっている。2015年9月時点でシリーズ累計発行部数は5500万部を突破している。
1980年代後半の広島市を舞台に、暴走族の少年少女の青春や抗争を描いた物語である。続編・関連作品として、1990年代後半を舞台に本作より後の世代を描いた続編『BADBOYS グレアー』、主に1980年代前半を舞台に本作より前の時代を描いたスピンオフ作品『女神の鬼』、2010年代を舞台に中年になった本作・グレアーの登場人物とその息子世代を描く続編『KIPPO』がある。この他にも、直接的なストーリー上の関連はないが『莫逆家族』も同一の世界という設定になっている。
2010年5月に実写映画化が発表され、2011年2月26日に広島で先行公開、2011年3月26日に一般公開された。2013年4月には『BAD BOYS J』として連続ドラマ化され、2013年11月9日にドラマの劇場版として『劇場版 BAD BOYS J -最後に守るもの-』が公開された。
2025年7月28日発売の『ヤングキング』16号にて、新作のストーリーを掲載。『KIPPO』の連載終了後に続きを描くと田中は話している。

## あらすじ
富豪の息子でお坊ちゃん育ちの主人公・桐木司は、過保護な育て方を押し付けてくる家庭に不満を感じつつも反発し切れない生活を過ごしていた。そんな中、家庭教師の美知恵さんの一言をきっかけに不良になることを決意。紆余曲折の末に暴走族「極楽蝶」の八代目頭になり、暴走族として青春の日々を送ることになる。

## 登場人物
声の項はOVA版 / ムービーコミック版の声優。1名のみはOVA版。

### 極楽蝶
廣島連合が広島統一を果たした直後の広島混乱期に、岩田章が初代として立ち上げた。数々の修羅場をくぐり抜けた歴戦のチームであったが、物語登場時は7代目頭の原辺俊昌。構成員は10名以下で、俊昌とエイジを除いて少数精鋭とも言い難い弱小チームと化していた。後に司や四天王の活躍、死龍王などを傘下に加える事でTOP3に躍り出る。
桐木 司（きりき つかさ）
声 - 真殿光昭 / 小田久史
本編の主人公。大金持ちの息子であり、お坊ちゃんとして育てられてきたが、家庭教師の美知恵に認めてもらう為、不良を目指して家出。そこで川中陽二と出会い広島の暴走族である極楽蝶と関係を持つ。廣島Night'sとの抗争に巻き込まれた末に原辺俊昌から極楽蝶の頭の座を受け継ぎ、極楽蝶八代目頭となる。その後、陴威窠斗（ビイスト）との抗争を経て極楽蝶を広島ナンバー2のチームへと押し上げ、広島トップ3の1人として不良達に名を轟かせていく。普段は温厚でひょうきんな性格で、見た目もごく普通の少年である。 しかし抗争やケンカの際には凶暴性を発揮し、「広島で一番強いのは段野だが、一番危ないのは桐木」として恐れられる。終盤では代々広島最高の不良に受け継がれている「伝説の単車」を段野から継承。恋人は由本久美、続編の『GLARE』では2人の間に1子がいる。後に酒屋を経営する。
川中 陽二（かわなか ようじ）
声 - 堀内賢雄(1)、石田博英(2)、檜山修之(3、4) / 檜山修之
八代目極楽蝶幹部。名前の知られた不良で高校中退後に遊び人としての生活を送っていたところ司と知り合い興味を持つ。司を自身の旧友で七代目極楽蝶の頭である原辺俊昌に紹介し、七代目極楽蝶と廣島Night'sとの抗争に助っ人として参加。その抗争で司に触発され、司が八代目極楽蝶の頭となると同時に自身も極楽蝶に加入、幹部となる。後にお好み焼き屋を経営。
中村 寿雄（なかむら ひさお）
声 - 古田信幸(1)、飛田展男(2)(とクレジット表記されているが実際は渡利毅)、渡利毅(3)、鈴木琢磨(5) / 井上悟
八代目極楽蝶幹部。元廣島Night'sの幹部であったが、連載当初の頃チームを抜けており、陽二らと同時に八代目極楽蝶に幹部として加入。漫画を描くのが趣味で本人は自信満々だが実はかなり下手。その趣味がきっかけとなり、極楽蝶は埼玉に遠征に行く（実際は巻き込まれる形となるが）事になったりした。彼が本当にキレた時、普段絶対にはずさない眼鏡をはずし、その時の凶暴性は本人も制御が難しいほど。後に花屋の店員になる。
岩見 エイジ（いわみ えいじ）
声 - 飛田展男、渡利毅（2のみ）（とクレジットでは表記されているが実際は飛田展男である) / 佐々木祐輔
八代目極楽蝶幹部。中学時代より陽二や寿雄･俊昌らとは親友である。司や他の幹部と違い、七代目の頃より俊昌と共に極楽蝶に所属している。司が八代目を襲名した後も引き続き、陽二・寿雄らと共に極楽蝶幹部となる。広島最大のチーム陴威窠斗に所属する藤井美香とは、恋人である。自他共に認める単車小僧であり、後にバイクショップに勤める。

### BEAST
廣島連合が広島を統一した際に立ち上げられた極楽蝶と同時期に立ち上げられたチーム。極楽蝶とは反比例するかのように徐々に勢力を増し、物語登場時には広島の過半数を占める最大勢力となっていた。
段野 秀典（だんの ひでのり）
声 - 玄田哲章
BEAST八代目総長。中学時代に女を守るために少年院に送られた経験を持つ。親友の高間数俊と共に七代目総長の下畦を力でねじ伏せて総長の座を得ると広島最強の暴走族に成長させ、一時は3千人もの構成員を従えた。狂連合編で構成員が半減するがその際に離反した傘下のチームを次々に壊滅させており、桐木やヒロともタイマンをしているがナンバー1は譲ることはなかった。後に広島TOP3として名を連ねる。「伝説の単車」を廣島連合の五島から継承者していたが、その器では無いとして吹聴する事も人前で乗る事もなかった。佐々木率いる廣島連合との抗争の際に司に単車を譲った。
中学時代に助けて以来の恋人である中井カオリとは後に結婚し、一子をもうけている。実家は段野運輸という会社を経営している。
高間 数俊（たかま かずとし）
声 - 森川智之
BEAST八代目幹部。中学時代から陽二や寿雄、エイジらとは親友で、当時から名を馳せていた段野に挑むが敗れ、その強さに魅せられて段野と共に陴威窠斗に乗り込み、八代目幹部として最強の暴走族に成長させていく。恋人に法子がいる。

### 廣島Night's
佐藤博衛門尉景元（通称ヒロ）
声 - 千葉繁
廣島Night's 四代目総長。宇宙一を豪語する女好きだが恋人のエリカには毎回きついお灸をすえられる。そのため、終盤では広島中の女たちから敬遠されてしまう。
昔は根性を売りに当時幹部として所属していた寿雄と共に周辺のチームに戦いを挑み名を轟かせていたが広島No.2になり、また段野の後塵を拝するうちに久美を誘拐して暴行しようとするなど歪んでしまった。司達と関わるうちに相変わらず女性関係は酷いものの性格は改善されていった。根性が座っていた当初の盟友が岡山におり、友人を助ける為に奔走している。
後にエリカの母が占いに凝り、遠山の金さんをこよなく愛した影響で佐藤家の婿養子に入る際に、名前を佐藤博衛門尉景元と改名した。

### （広島）狂連合
石本千春が逃亡中の野村豊を匿い。勝手に野村の名前と大阪最強のチームである狂連合の名前を背景に弱小チームや陴威窠斗傘下のチームを引き抜いて立ち上げた。桐木達の活躍と野村の登場により一気に瓦解する。
野村 豊（のむら ゆたか）
声 - 檜山修之
中学時代は段野と引き分けるほどの不良であり、柔道の選手。更生して大阪の高校で柔道に励んでいたが、大坂最強のチーム狂連合の幹部から柔道仲間を守るためにその幹部を殴り殺してしまい、警察から逃れるためにかつて住んでいた広島に逃亡してきた。野村を知っていた石本に匿われるもその間に自分の名前と狂連合の名前を利用されてしまう。桐木と出会いをきっかけに騒動を収める為に奔走する。事件後は自首して広島を離れた。
少年院を出た後はかつての恩師とともに柔道に打ち込み、最終回では全国大会で優勝を果たした。段野とは同じ中学でともに柔道部に所属していたが柔道で組み合っていたはずがいつの間にか殴り合いに発展するほど険悪だった。しかしお互いに認め合ってはおり、野村が引っ越す事を知った段野はその際に強い衝撃を受け野村も引越しの件を知られ俯いている。

### （僭称）廣島連合
当人たちは廣島連合を名乗っているが周囲は認められておらず、僭称廣島連合と分類されたり黒一色の特攻服から作中では偽陴威窠斗と呼ばれた事もある。
佐々木 俊明（ささき としあき）
突如石本と共に弱小チームや不良を纏め上げ巨大チームを作った人物。常に心の奥底から沸き上がる怒りとそれによる興奮状態に苦しんでおり、その狂気的な行動や徹底さから来る恐怖は暴力で従えた部下達を佐々木の逆鱗に触れたくないばかりに本来の実力以上の力を引き出させる程で中には「佐々木さんから貰った力」と称する者まで出てきた
周囲の人間の中では石本しか信用しておらず、抑えきれない怒りの苦みを沈める際には石本を呼んでいる。チーム立ち上げ当初は寺田と二人でチームリーダーを務めていたが寺田が段野とのタイマン中に大型トラックに乗って現れ段野をトラックで跳ね重傷を負わす、段野とのタイマンを邪魔された寺田は真っ先に佐々木を倒しておくべきだったと佐々木にタイマンを挑むも不意を突かれ喉元にガラスを突き付けられた。「殺せ・・・」と言う寺田に対し不気味な笑みを浮かべ手下として自分に付くよう促し完全に連合を掌握した。
一時は広島を完全に制圧したかにも見えたが勢いを盛り返した司達に連合は追い込まれ、自身も自分以上に凶暴化した司の前に萎縮し追い込まれてしまう。最後は石本による無理心中での死亡だが佐々木も無言のうちに納得していたようだ
母子家庭であり幼年期には母親の自殺により天涯孤独の身となる。母親は幼い息子の前で複数の男と性交するような人間であり、後に男に騙されて殺人を犯し、精神の均衡を失って投身自殺をした。偶然自殺現場に出くわした幼年期の佐々木は発言から察するに崩れた母親の死に顔を見てトラウマを負ったようだ。
寺田 龍次（てらだ りゅうじ）
もう一人の連合のリーダー。連合への参加は個人的な段野への拘りの為であった。段野・佐々木との勝負の後に自身の部下が佐々木らに粛清されたのを知り連合を脱退。司らとともに戦った。体格・パワーでも段野に引けをとらず、持病の肺結核に苦しみ吐血しながらも幹部を一蹴した。物語終了時には病院で療養にあたっていた。
石本 千春（いしもと ちはる）
狂連合崩壊後は酔っ払った女性に暴行を加えるなどチンピラのような事をして過ごしていたが既に全てを諦めて抜け殻のような状態でもあった。そんな中で佐々木に出会い、その衝撃から佐々木と共に生きることを決意した。
佐々木との関係は佐々木に命を吹き込まれた石本と唯一真っ直ぐに自分と向き合ってくれる石本に依存する佐々木と上下関係を越えた特別なものであり、佐々木のために献身している。
狂連合時代は喧嘩が弱く小狡く立ち回っていたが佐々木の舎弟となってからは見違えるように強くなり。一時はTOP3であるヒロを追い込んだ。自らが敗れ、駆けつけた際に佐々木が追い込まれているのを見て「あんたは負けちゃいかん」とそのまま乗っていた車で突っ込み死亡した。

### 広島の女たち
由本 久美（よしもと くみ）→桐木 久美
声 - 林原めぐみ
桐木司の恋人。両親や兄妹らは全員ハイテンションな家族で久美一人だけが浮いている。相思相愛だった司の恋人になるまで幾度となく苦難があったが最後まで司を信じ続けた。後に結婚している。
中井 カオリ（なかい かおり）→段野 カオリ
声 - 大塚瑞恵
段野秀典の恋人。一時は久美に嫉妬して極楽蝶を潰そうと段野にお願いして陴威窠斗を動かしたこともあった。後に久美とは和解して仲良くなった。段野とは後に結婚している。
佐藤 エリカ（さとう えりか）
声 - 勝生真沙子
ヒロの恋人。ヒロとは幼馴染で、早くからヒロがエリカの家に出入りしていたが、ヒロの浮気は凄まじく、その都度、エリカの逆鱗に触れた。しかし、ヒロのことを愛しており、絶対別れることがなかった。後にヒロと結婚。

### 一般人
桐木家
家族構成は司と両親の3人家族に家政婦とボディガードである。物語開始当初はただの大金持ちという描写だったが実際は裏稼業にも手を出しており、トラブルから海外逃亡を余儀なくされた。
もぬけの殻となった豪邸は当時、桐木家に逆恨みをしていた小鳥田によって放火され、現在は残っていない
段野家
家族構成は秀典と両親の3人。段野運送という大型トラックを幾つか有する運送屋を経営している。
ヒロの実家
家族構成はヒロと弟と父親の3人。母親は父親の酒癖の悪さが祟ったようで現在はいない。ヒロも家には寄り付いていないようで現在はヒロの父と弟のみが住む状況で完全に家庭崩壊している。父親の酒癖は相変わらずだが真面目な弟との関係は問題ない様子だが不良で家に寄り付かないヒロの事は厄介者扱いしていた
由本家
子沢山家庭で久美以外は全員同じ顔、両親も元は血の繋がらない他人同士でありながら全く同じ顔であり、久美の兄が一目惚れして付き合うようになった女性すら双子のように瓜二つの顔という怪異としか形容しようのない家族。
全員同じ顔である意外にもダンスが大好きで何かにつけて生まれたての赤子ですら踊り狂う。来客へのおやつにカボチャなどの野菜を丸ごと出すなど天外魔境の様相を呈している。
佐藤家
エリカの実家でエリカとその両親の3人家族。母が権力を握っており。時代劇好きが嵩じて自分の旦那と婿入りする事を約束したヒロに「遠山の金さん」の本名を含んだ名前に改名させている。また占いに凝っており、良く当たる
デカ男&モミ蔵
広島のどこか片田舎に住む不良二人組。昨年に街で自分達より一人人数の多い不良達と喧嘩で勝った事を自慢にしており、本編登場時も「きっと伝説として語り継がれている」と確信していた。当然そんな事は全くなく、調子に乗っていたところを久美達と出会いちょっかいをかけたためTOP3から粛清された。再登場時には更生してサッカー部の部活に没頭していたがひょんな事から再びTOP3に関わり災難を被る。
あだ名の由来はデカ男の頭は一見異常なまでに膨れ上がったかに見える髪型に見えて実は元から頭が胴体よりも大きく、モミ蔵は腕ほどの太さのモミアゲが胸元まで伸びている事から。本名も「頭 出華男（あたま でかお）」と「長井 揉三（ながい もみぞう）」である。
続編のグレアーではサッカー日本代表として選抜されており、苦戦の末に日本を勝利に導いた。
丸男 / へんな顔くん
本編中でもギャグ描写のなかでも異彩を放つ風貌の男。司の初のナンパ相手の美女が司の誘いに応じたかに見えて実は彼と待ち合わせしていたり、バイト先の従業員として現れたり、身代わりにされたりと、様々な状況で様々な役割を果たしている。服装は概ね白いスーツに蝶ネクタイ。

## 書誌情報
- 田中宏 『BADBOYS』 少年画報社〈YKコミックス〉、全22巻（※B6判）

- 田中宏 『定本BAD BOYS』 少年画報社〈YKコミックス〉、全12巻（※A5判：大型本）

- 田中宏 『BADBOYS』 少年画報社〈YKコミックスJAPAN〉、全22巻（※新書判）
  1. 2010年10月8日発売[15]、ISBN 978-4-7859-3481-1
  2. 2010年10月8日発売[16]、ISBN 978-4-7859-3482-8
  3. 2010年11月8日発売[17]、ISBN 978-4-7859-3499-6
  4. 2010年11月8日発売[18]、ISBN 978-4-7859-3501-6
  5. 2010年12月8日発売[19]、ISBN 978-4-7859-3522-1
  6. 2010年12月8日発売[20]、ISBN 978-4-7859-3523-8
  7. 2011年1月8日発売[21]、ISBN 978-4-7859-3544-3
  8. 2011年1月8日発売[22]、ISBN 978-4-7859-3545-0
  9. 2011年2月8日発売[23]、ISBN 978-4-7859-3563-4
  10. 2011年2月8日発売[24]、ISBN 978-4-7859-3564-1
  11. 2011年3月8日発売[25]、ISBN 978-4-7859-3580-1
  12. 2011年4月8日発売[26]、ISBN 978-4-7859-3597-9
  13. 2011年5月7日発売[27]、ISBN 978-4-7859-3616-7
  14. 2011年6月8日発売[28]、ISBN 978-4-7859-3633-4
  15. 2011年7月7日発売[29]、ISBN 978-4-7859-3651-8
  16. 2011年8月8日発売[30]、ISBN 978-4-7859-3670-9
  17. 2011年9月7日発売[31]、ISBN 978-4-7859-3691-4
  18. 2011年10月8日発売[32]、ISBN 978-4-7859-3729-4
  19. 2011年11月8日発売[33]、ISBN 978-4-7859-3732-4
  20. 2011年12月8日発売[34]、ISBN 978-4-7859-3747-8
  21. 2012年1月7日発売[35]、ISBN 978-4-7859-3768-3
  22. 2012年2月8日発売[36]、ISBN 978-4-7859-3779-9
- 田中宏 『BADBOYS』 少年画報社〈YK BEST〉、全16巻（※廉価版：コンビニコミック）
  1. 「凶連合編」2008年5月12日発売[37]、ISBN 978-4-7859-2959-6
  2. 「Fobidden Love」2008年6月16日発売[38]、ISBN 978-4-7859-2976-3
  3. 「広島悪ガキ東京進出編」2008年7月14日発売[39]、ISBN 978-4-7859-2993-0
  4. 「宇宙一の男編」2008年8月11日発売[40]、ISBN 978-4-7859-3008-0
  5. 「陴威窠斗八代目段野秀典編」2008年9月19日発売[41]、ISBN 978-4-7859-3023-3
  6. 「BEST FRIENDS編」2008年10月14日発売[42]、ISBN 978-4-7859-3041-7
  7. 「復讐の宴編」2008年11月10日発売[43]、ISBN 978-4-7859-3057-8
  8. 「極楽蝶編」2008年12月15日発売[44]、ISBN 978-4-7859-3074-5
  9. 「嵐、ふたたび!編 廣島連合編」2009年1月13日発売[45]、ISBN 978-4-7859-3088-2
  10. 「リターンマッチ編」2009年2月16日発売[46]、ISBN 978-4-7859-3104-9
  11. 「司を信じる編」2009年3月16日発売[47]、ISBN 978-4-7859-3124-7
  12. 「廣島不良伝説編」2009年4月13日発売[48]、ISBN 978-4-7859-3136-0
  13. 「廣島悪ガキ鎮魂歌編」2009年5月11日発売[49]、ISBN 978-4-7859-3157-5
  14. 「受け継がれる廣島魂編、2009年6月15日発売[50]、ISBN 978-4-7859-3172-8
  15. 「ギラギラする男たち編 輪廻I」2009年7月15日発売[51]、ISBN 978-4-7859-3195-7
  16. 「広島悪ガキフォーエバー編 輪廻II」2009年8月10日発売[52]、ISBN 978-4-7859-3211-4
- 田中宏 『BADBOYS』 少年画報社〈YK BEST WIDE〉、全10巻（※廉価版・ワイド版：コンビニコミック）
  1. 「伝説の単車 廣島最強の証しZ400FX」2009年10月13日発売[53]、ISBN 978-4-7859-3242-8
  2. 「伝説の単車 伝説の単車の真実」2009年10月13日発売[53]、ISBN 978-4-7859-3243-5
  3. 「VS佐々木廣島連合編I」2009年12月14日発売[54]、ISBN 978-4-7859-3280-0
  4. 「VS佐々木廣島連合編II」2009年12月14日発売[54]、ISBN 978-4-7859-3281-7
  5. 「広島死闘編I」2010年2月15日発売[55]、ISBN 978-4-7859-3318-0
  6. 「広島死闘編II」2010年2月15日発売[55]、ISBN 978-4-7859-3319-7
  7. 「広島オンナは一途編」2010年4月12日発売[56]、ISBN 978-4-7859-3363-0
  8. 「廣島魂・関東で大爆発編」2010年5月17日発売[57]、ISBN 978-4-7859-3382-1
  9. 「最高の仲間たち編」2010年6月21日発売[58]、ISBN 978-4-7859-3401-9
  10. 「悪ガキたちの宴編」2010年7月16日発売[59]、ISBN 978-4-7859-3421-7
- 田中宏 『BADBOYS』 少年画報社〈YK BEST〉映画『BADBOYS』公開記念（※廉価版：コンビニコミック）
  1. BADBOYS：the movie BADBOYS original 狂連合編、2011年9月7日発売[60]、ISBN 978-4-7859-3692-1
- 田中宏 『BADBOYS』 少年画報社〈YK BEST〉映画『劇場版 BAD BOYS J』公開記念（※廉価版：コンビニコミック）
  1. 映画『BADBOYS J』公開記念号1「広島top3咆哮!」編、2013年10月、ISBN 978-4-7859-5193-1
  2. 映画『BADBOYS J』公開記念号2「広島no.2チーム極楽蝶」編、2013年10月、ISBN 978-4-7859-5194-8
  3. 映画『BADBOYS J』公開記念号3「広島オンナはホレた男に一生ついていくんよ」編、2013年10月、ISBN 978-4-7859-5195-5
  4. 映画『BADBOYS J』公開記念号4「極楽蝶悪ガキ関東出張」編、2013年10月、ISBN 978-4-7859-5196-2

## OVA
1993年より、OVAが東映ビデオから全5巻で発売された。2011年の実写版映画の公開を記念し、2011年1月21日にDVD版が全2巻で発売された。
- BADBOYS（1993年9月25日）
- BADBOYS2（1994年9月21日）
- BADBOYS3 BEST FRIEND（1995年9月21日）
- BADBOYS4 狂連合篇（1996年）
- BADBOYS5（1998年）

### キャスト（OVA）

#### BADBOYS
- 桐木司 - 真殿光昭
- 由本久美 - 林原めぐみ
- 川中陽二 - 堀内賢雄
- 中村寿雄 - 古田信幸
- 岩見エイジ - 飛田展男
- ヒロ - 千葉繁
- 原辺俊昌 - 森川智之
- 佐藤エリカ - 勝生真沙子
- 段野秀典 - 玄田哲章
- 真実 - 小山裕香
- ジェームス直 - 菊池正美
- メンバーA - 田中宏
- 上瀬 - 檜山修之
- 船木 - 宮崎一成
- ばあや - 石井直子
- ママ - 神宮司弥生
- 女A - 大塚瑞恵
- ヤンキーA - 飛矢馬剣
- 中年男 - 川津泰彦

#### BADBOYS2
- 桐木司 - 真殿光昭
- 由本久美 - 林原めぐみ
- 川中陽二 - 石田博英
- 中村寿雄 - 飛田展男
- 岩見エイジ - 渡利毅
- 段野秀典 - 玄田哲章
- ヒロ - 千葉繁
- 高間数俊 - 森川智之
- 佐藤エリカ - 勝生真沙子
- 中井カオリ - 大塚瑞恵
- 松本奉次 - 檜山修之
- 鈴木亮介 - 宮崎一成
- 藤井美香 - 小山裕香
- 夏川法子 - 小田靜枝
- あけみ - 大木奈菜
- みちよ - 米本千珠
- ナイツA - 神山佳寛
- ヤンキーA - 石黒久也
- ヤンキーB - 江川央生

#### BADBOYS3 BEST FRIEND
- 桐木司 - 真殿光昭
- 川中陽二 - 檜山修之
- 岩見エイジ - 飛田展男
- 中村寿雄 - 渡利毅
- 段野秀典 - 玄田哲章
- ヒロ - 千葉繁
- 原辺俊昌 - 森川智之
- 佐藤エリカ - 勝生真沙子
- 中井カオリ - 大塚瑞恵
- 玲子 - 小田靜枝
- 村上 - 糸博
- 宮崎 - 青野武
- 平野 - 若本規夫
- 元山 - 塚本等
- 段野秀次郎 - 奥田民義
- 段野和子 - 竹口安芸子
- 中坊A - 中司征英
- 女の子A - 大木奈菜
- 女の子B - 奥島和美
- 女の子C - 大茂輝美
- 男B - 宮崎一成
- ナイツA - 青木勝志
- ナイツB - 沖村幸治
- 教師A - 兼森義則

#### BADBOYS4 狂連合篇
- 桐木司 - 真殿光昭
- 川中陽二・野村豊 - 檜山修之
- 岩見エイジ - 飛田展男
- 高間数俊 - 森川智之
- ヒロ - 千葉繁
- 佐藤エリカ - 勝生真沙子
- 段野秀典 - 玄田哲章
- 由本久美 - 林原めぐみ
- 花下のび太 - 宮崎一成
- 石本千春 - 難波圭一

#### BADBOYS5
- 桐木司 - 真殿光昭
- 中村寿雄 - 鈴木琢磨
- 岩見エイジ - 飛田展男
- 小鳥田真二 - 森川智之
- 五島昭彦 - 宮崎一成
- お春さん - 竹口安芸子
- 小鳥田康男 - 難波圭一
- 松本泰治 - 高戸靖広
- 麻生拓也 - 山口勝平
- 高田先生 - 宇垣秀成
- 康男の妻 - 渡辺美佐

### スタッフ（OVA）
- 監督 - 関田修（1巻）、山口武志（2巻 - 5巻）
- 脚本 - 宮下知也（1巻）、高田かおり（1巻）、我妻正義（2巻 - 5巻）
- キャラクターデザイン - 田中宏
- 作画監督 - 梶谷光春
- 音楽 - 山崎一稔（1巻）、義野裕明（2巻 - 5巻）
  - オープニングテーマ：REPLICA「SUGAR BABY'S GROWIN'」
  - エンディングテーマ：THE COLLECTORS「世界を止めて」
  - 挿入歌：REPLICA「愛のかけら」
- アニメーション制作 - J.C.STAFF
- 製作 - 少年画報社、田中プロダクション、東映ビデオ

## 実写映画（2011年）
2011年2月26日に広島県内で先行公開された後、2011年3月26日に一般公開された。時代は2010年代に設定されており、原作をベースに映画オリジナルの要素を追加したストーリーとなっている（詳細は後述）。広島市内でロケが行われ、一般のキャスト、エキストラの出演およびボランティアスタッフも募集された。
キャッチコピーは「ワルガキ、ガムシャラ」。

### あらすじ（2011年）
廣島TOP3（段野秀典、桐木司、ヒロ）がワルガキたちのトップに君臨している広島。極悪非道の石本千春はBEASTを抜け狂連合を立ち上げ、広島に戻ったかつての段野の旧友で段野を倒した唯一の男である野村豊をバックに付け、従わないチームを次々と潰していった。ヒロは襲われ段野も石本の罠に嵌められ、残された桐木は石本と対決する。

### キャスト（実写映画2011）
- 野村豊（段野を倒した伝説の男、殺人事件の容疑者） - 三浦貴大[62]
- 段野秀典（広島最強「BEAST」リーダー） - 阿部進之介[62]
- 石本千春（トップを狙う男「狂連合」） - 細田よしひこ[62]
- 桐木司（広島No.2「極楽蝶」リーダー） - 鈴木勝吾[62]
- ヒロ（広島No.3「廣島Nights」リーダー） - 徳山秀典[62]
- 高間数俊（「BEAST」メンバー） - 波岡一喜[62]
- 瀧田修二（「狂連合」メンバー） - 渡部龍平[62]
- 川中陽二 - 大口兼悟[62]
- 入来茉里[62]
- 橋爪遼[62]
- 山本浩二（特別出演）[62]
- 伊吹吾郎[62]
- 岩田さん（初代「極楽蝶」） - 竹原慎二[62]

### スタッフ（実写映画2011）
- 原作 - 田中宏『BADBOYS』（少年画報社刊）[62]
- 監督・編集 - 窪田崇[62]
- 脚本 - 窪田崇、打木健司[62]
- 音楽 - 佐藤悠輔、Shinsuke MORIMOTO[62]
- 主題歌 - ANCHOR「LOST SONG」（ACROSS THE POP RECORDS）[63]
- 製作 - 磯山敦、青山譲、戸田利吉郎[62]
- 企画 - 大野正拓、原和政[62]
- プロデューサー - 岩下英雅、鎗水善史[62]
- アソシエイトプロデューサー - 塚田哲也、中村美香[62]
- 撮影 - 安田光[62]
- 照明 - 丸山和志[62]
- 美術 - 田沼愛子[62]
- アクション監督 - 小原剛[62]
- 録音 - 西條博介[62]
- 効果 - 丹雄二[62]
- 助監督 - 落合俊一[62]
- 制作担当 - 稲葉尚人[62]
- 衣装協力 - VICE FAIRY[62]
- 宣伝担当 - 井上朋美[62]
- 製作協力 - 広島LOVEなみなさん、「BADBOYS」ファンのみなさん[62]
- 配給 - 全力エージェンシー[62]
- 制作プロダクション - パラレル[62]
- 製作 -「BADBOYS」製作委員会（ポニーキャニオン、全力エージェンシー、少年画報社）[62]

### 撮影（実写映画2011）
この映画の広島市でのロケ撮影において、広島市は協力を拒否した。「暴走族追放に取り組んでいる市としては、暴走族をテーマとした映画には協力できない。協力したら暴走族追放を願う市民からの批判は避けられない。」というのが理由だった。このため製作側は「暴走族が衰退している2010年代の話とする」「暴走族の設定を外し不良グループにとどめる」「少年の友情を描くものとし、暴走族の賛美とはしない」というオリジナルのストーリーを設定し市に提出したが、市は決定を撤回しなかった。ただし、公共の場の撮影使用申請については通常の基準に基づいて手続きに応じるとした。
このため、ロケ撮影協力業務を市から受託している「広島フィルム・コミッション」は表立った協力ができず、他の民間団体・企業などが撮影に協力した。

## 実写映画（2025年）
『BADBOYS -THE MOVIE-』のタイトルで、2025年5月30日に公開された。主演は豆原一成。

### キャスト（実写映画2025）
- 桐木司 - 豆原一成（JO1）
- 川中陽二 - 池﨑理人（INI）[66]
- 中村寿雄 - 山中柔太朗[66]
- 岩見エイジ - 井上想良[66]
- 由本久美 - 井頭愛海[67]
- ヒロ - 岩永丞威[67]
- 高間数俊 - 大下ヒロト[67]
- エリカ - 山谷花純[67]
- 段野秀典 - 兵頭功海[67]
- 村越 - 青柳翔[67]

### スタッフ（実写映画2025）
- 原作 - 田中宏『BADBOYS』（少年画報社 ヤングキングコミックス刊）[65]
- 監督 - 西川達郎[65]
- 脚本 - 峰尾賢人、西川達郎[65]
- 音楽 - 岩本裕司、ウチダアキヒコ[68]
- 主題歌 - JO1「Be brave!」（LAPONE ENTERTAINMENT）[69]
- 製作 - 石井紹良、吉村文雄、戸田利吉郎、三上政高、崔信化、田中優策[68]
- 企画・プロデュース - 前田利洋、平岡祐子[68]
- エグゼクティブプロデューサー - 花田聖、千葉善紀、柳迫成彦[68]
- プロデューサー - 長汐祐人、浅野由香、岡部圭一朗、長澤佳也[68]
- 撮影 - 野口健司（J.S.C.）[68]
- 照明 - 谷本幸治[68]
- 録音 - 鈴木健太郎[68]
- 美術 - 佐々木健一[68]
- スタイリスト - 中村もやし[68]
- 衣装 - 松田泰典[68]
- ヘアメイク - 石松英恵[68]
- 編集 - 平井健一[68]
- VFX - 渡邉裕貴[68]
- 音響効果 - 浦川みさき[68]
- スタントコーディネーター - 出口正義[68]
- 助監督 - 松下洋平[68]
- 製作担当 - 柳澤真[68]
- 宣伝プロデューサー - 平下敦子
- 音楽プロデューサー - 仲安貴彦[68]
- 配給 - 東映[65]
- 制作プロダクション - AOI Pro.[65]
- 製作 - 映画「BADBOYS」製作委員会（REMOW、東映、少年画報社、HIKE、LAPONE ENTERTAINMENT、AOI Pro.）

## テレビドラマ
『BAD BOYS J』のタイトルでテレビドラマ化。2013年4月7日から6月23日まで日本テレビで毎週日曜日0時50分から1時20分（土曜日深夜24時50分から25時20分）に放送された。中島健人は本作が連続ドラマ初主演となった。

### 放送
第1話は番組調整の都合上のため、日曜日1時20分から1時50分（土曜日深夜25時20分から25時50分）に放送。第2・4話は『35歳の高校生』が時間拡大放送のため、日曜日1時5分から1時35分（土曜日深夜25時5分から25時35分）に放送。第10話は番組調整の都合上のため、日曜日1時から1時30分（土曜日深夜25時から25時30分）に放送。

### キャスト（テレビドラマ）

#### 極楽蝶（テレビドラマ）
- 桐木 司（八代目リーダー） - 中島健人（Sexy Zone）
- 川中 陽二 - 岩本照（Snow Man/当時:ジャニーズJr.）[71]
- 岩見 エイジ - 深澤辰哉（Snow Man/当時:ジャニーズJr.）[72]
- 中村 寿雄 - 渡辺翔太（Snow Man/当時:ジャニーズJr.）[72]
- 由本 俊（七代目リーダー） - 山根和馬[73]
- 由本 久美（俊の妹・司の恋人） - 橋本奈々未（当時:乃木坂46）[74]
- 鈴原 真一（司の幼馴染） - 松島庄汰（少年期：佐藤涼平）[73]
- 小鳥遊 葵（司の幼馴染） - 竹富聖花（少女期：山崎愛）[73]
- 中村 道明（寿雄の父） - 長谷川公彦[73]

#### BEAST（テレビドラマ）
- 段野 秀典 - 二階堂高嗣（Kis-My-Ft2）[75]
- 高間 数俊 - 森田美勇人（当時:ジャニーズJr.）[72]
- 原田 一成 - 諸星翔希（当時:ジャニーズJr.）[72]
- 桜木 裕介 - 八神蓮[73]
- 小木（元BEAST） - 相馬圭祐[73]
- 中井 カオリ（段野の恋人） - 板野友美（当時:AKB48）[72]
- 宮下 まりや - 桜井玲香（当時:乃木坂46）[72]
- 百瀬 遥 - 高山一実（当時:乃木坂46）[72]
- 新田 美緒 - 若月佑美（当時:乃木坂46）[72]
- 唐津 里奈 - 能條愛未（当時:乃木坂46）[72]

#### Nights（テレビドラマ）
- ヒロ - 橋本良亮（A.B.C-Z）[72]
- 中川 健二郎 - 安井謙太郎（当時:ジャニーズJr.）[72]
- 船本 潤 - 萩谷慧悟（当時:ジャニーズJr.）[73]
- 見城 樹（元Nights） - 七五三掛龍也（Travis Japan/当時:ジャニーズJr.）[72]
- 佐藤 エリカ（ヒロの恋人） - トリンドル玲奈[72]
- 藤井 美香（エイジの恋人） - 松村沙友理（当時:乃木坂46）[74]
- 上条 真理子 - 秋元真夏（当時:乃木坂46）[72]
- 三上 実由 - 伊藤万理華（当時:乃木坂46）[72]
- 佐久間 美奈 - 伊藤寧々（当時:乃木坂46）[72]

#### STP（テレビドラマ）
- 寺田 龍次 - 武雄 [73]
- 佐々木 俊明 - 南圭介 [73]
- 石本 千春 - 笠原秀幸[73]
- 横川 - 一ノ瀬ワタル [73]

#### その他（テレビドラマ）
- 野村 豊（段野の親友） - 佐野和真[73]
- 岩田 章（刑事） - 永島敏行[73]

### スタッフ（テレビドラマ）
- 原作 - 田中宏『BADBOYS』（ヤングキングコミックス刊 / 少年画報社）[73]
- 脚本 - 渡辺啓、桑村さや香、根本ノンジ、三田卓人[73]
- 音楽 - 牧戸太郎[73]
- 監督 - 窪田崇、滝本憲吾[73]
- アクション監督 - 小原剛[73]
- 撮影 - 安田光[73]
- 主題歌 - Sexy Zone「BAD BOYS」（ポニーキャニオン）[73]
- 挿入歌 - 乃木坂46「世界で一番孤独なLover」（Sony Music Records）[73]
- 脚本協力 - 三田卓人[73]
- 助監督 - 北野隆、稲垣壮洋、伊藤周[73]
- スタント - 南辻史人、原隆太、猪原伸浩、富田稔[73]
- タイトルバック - 松井夢壮[73]
- 方言指導 - 本東地勝、蘭次[73]
- ボクシング指導 - 田端信之[73]
- チーフプロデューサー - 森實陽三[73]
- プロデューサー - 植野浩之、渡邉浩仁（AX-ON）[73]
- 制作プロデューサー - 八木欣也[73]
- コンテンツプロデューサー - 小林将高、月成大地[73]
- プロデューサー補 - 侭恵子、加藤晶子[73]
- 企画協力 - ジャニーズ事務所[73]
- 制作協力 - スーパービジョン[73]
- 制作プロダクション - 日テレアックスオン[73]
- 企画制作 - 日本テレビ[73]
- 製作著作 -「BAD BOYS J」製作委員会、D.N.ドリームパートナーズ、vap[73]

### 放送日程
| 第1話                                                     | 4月07日 | 渡辺啓          | 窪田崇   | 2.5% |
| 第2話                                                     | 4月14日 | 渡辺啓          | 窪田崇   | 2.2% |
| 第3話                                                     | 4月21日 | 渡辺啓 三田卓人 | 窪田崇   | 3.1% |
| 第4話                                                     | 4月28日 | 渡辺啓 三田卓人 | 窪田崇   | 2.5% |
| 第5話                                                     | 5月05日 | 桑村さや香      | 滝本憲吾 | 2.0% |
| 第6話                                                     | 5月12日 | 桑村さや香      | 滝本憲吾 | 3.4% |
| 第7話                                                     | 5月19日 | 根本ノンジ      | 河合勇人 | 2.6% |
| 第8話                                                     | 5月26日 | 根本ノンジ      | 河合勇人 | 2.8% |
| 第9話                                                     | 6月02日 | 桑村さや香      | 滝本憲吾 | 3.4% |
| 第10話                                                    | 6月09日 | 桑村さや香      | 窪田崇   | 1.8% |
| 第11話                                                    | 6月16日 | 桑村さや香      | 窪田崇   | 2.7% |
| 最終話                                                    | 6月23日 | 桑村さや香      | 窪田崇   | 2.9% |
| 平均視聴率 2.7%（視聴率は関東地区、ビデオリサーチ社調べ） |         |                 |          |      |

### ネット局
| 放送対象地域 | 放送局            | 放送期間                | 放送時間           | 系列           | 備考     |
| ------------ | ----------------- | ----------------------- | ------------------ | -------------- | -------- |
| 関東広域圏   | 日本テレビ（NTV） | 2013年4月7日 - 6月23日  | 日曜日 0:50 - 1:20 | 日本テレビ系列 | 制作局   |
| 福岡県       | 福岡放送（FBS）   | 2013年4月11日 - 6月27日 | 木曜日 2:10 - 2:40 | 日本テレビ系列 | 4日遅れ  |
| 広島県       | 広島テレビ（HTV） | 2013年4月20日 - 7月6日  | 土曜日 1:59 - 2:29 | 日本テレビ系列 | 13日遅れ |
| 近畿広域圏   | 読売テレビ（ytv） | 2013年7月4日 - 9月19日  | 木曜日 2:42 - 3:17 | 日本テレビ系列 | 88日遅れ |

### 映像配信
『未満警察 ミッドナイトランナー』の放送を記念して、2020年3月14日より「日テレTADA」「TVer」にて第1話〜第4話（第1話は4月11日・第2話〜第4話は3月21日まで）の無料公開が実施された後、「Hulu」にて作品を配信開始した。
| 日本テレビ 日曜日 0:50 - 1:20枠                       | 日本テレビ 日曜日 0:50 - 1:20枠             | 日本テレビ 日曜日 0:50 - 1:20枠                   |
| 前番組                                                | 番組名                                      | 次番組                                            |
| ----------------------------------------------------- | ------------------------------------------- | ------------------------------------------------- |
| 心療中-in the Room- （2013年1月12日 - 2013年3月30日） | BAD BOYS J （2013年4月7日 - 2013年6月23日） | 仮面ティーチャー （2013年7月6日 - 2013年9月28日） |

## 劇場版 BAD BOYS J -最後に守るもの-
上記テレビドラマの映画化作品として、『劇場版 BAD BOYS J-最後にまもるもの-』（げきじょうばん バッド ボーイズ ジェイ さいごにまもるもの）のタイトルで2013年11月9日に公開された。主演はテレビドラマに引き続き中島健人が務める。
キャッチコピーは「誰かを守ろうとした時、人は初めて強くなる― 強く、かっこよく、Sweetなヤツらが贈る、感動の青春エンタテインメント!」
全国90スクリーンで公開され、2013年11月9日から10日の初日2日間で興収8018万9100円、動員5万8820人になり、映画観客動員ランキング（興行通信社調べ）で初登場第5位となった。また、ぴあの調査による初日満足度ランキングでは満足度90.5を獲得し、第2位となっている。

### キャスト（実写映画2013）

#### 極楽蝶（実写映画2013）
- 桐木司（八代目リーダー） - 中島健人（Sexy Zone）[78]
- 川中陽二 - 岩本照（Snow Man）[80]
- 岩見エイジ - 深澤辰哉（Snow Man）[80]
- 中村寿雄 - 渡辺翔太（Snow Man）[80]
- 由本久美（司の恋人） - 橋本奈々未（当時乃木坂46）[83]
- 木下愛莉（陽二の想い人）- 生駒里奈（当時乃木坂46）[80]

#### BEAST（実写映画2013）
- 段野秀典 - 二階堂高嗣（Kis-My-Ft2）[84]
- 高間数俊 - 森田美勇人（当時ジャニーズJr.）[80]
- 原田一成 - 諸星翔希（当時ジャニーズJr.）[80]
- 中井カオリ（段野の恋人） - 板野友美[80]
- 宮下まりや - 桜井玲香（当時乃木坂46）[80]
- 百瀬遥 - 高山一実（当時乃木坂46）[80]
- 新田美緒 - 若月佑美（当時乃木坂46）[80]
- 唐津里奈 - 能條愛未（当時乃木坂46）[80]

#### Nights（実写映画2013）
- ヒロ - 橋本良亮（A.B.C-Z）[84]
- 中川健二郎 - 安井謙太郎（当時ジャニーズJr.）[80]
- 船本潤 - 萩谷慧悟（当時ジャニーズJr.）[80]
- 佐藤エリカ（ヒロの恋人） - トリンドル玲奈[80]
- 藤井美香（エイジの恋人） - 松村沙友理（当時乃木坂46）[80]
- 佐久間美奈 - 伊藤寧々（当時乃木坂46）[80]
- 三上実由 - 伊藤万理華（当時乃木坂46）[80]
- 上条真理子 - 秋元真夏（当時乃木坂46）[80]
- 横川 - 一ノ瀬ワタル[80]

#### エデン（実写映画2013）
- 榊聖人（リーダー） - 柿澤勇人[85]
- 見城樹（元ナイツ） - 七五三掛龍也（Travis Japan）[80]
- 小野沢圭太（元極楽蝶） - 重岡大毅（WEST）[80]
- 真崎奈緒（圭太の恋人） - 白石麻衣（当時乃木坂46）[80]
- 大竹雄也 - 阿部亮平[80]

#### その他（実写映画2013）
- 野村豊（段野の親友） - 佐野和真[86]

### スタッフ（実写映画2013）
- 原作 - 田中宏『BAD BOYS』（少年画報社 ヤングキングコミックス刊）[86][87]
- 監督 - 窪田崇[88][87]
- 脚本 - 桑村さや香[86][87]
- 音楽 - 牧戸太郎[87]
- 主題歌 - Sexy Zone「BAD BOYS 〜movie remix〜」（PONY CANYON）
- 挿入歌 - 乃木坂46「世界で一番孤独なLover」（Sony Music Records）
- 製作統括 - 城朋子、柏木登[86][87]
- 製作 - 阿佐美弘恭、岡本東郎、飯島三智、秋元伸介、北川直樹、村田嘉邦、百武弘二、奥田誠治[86][87]
- エグゼティブプロデューサー - 森實陽三[86][87]
- プロデューサー - 植野浩之、渡邉浩仁[86][87]
- アソシエイトプロデューサー - 藤川和彦、茶ノ前香、山崎康史[86][87]
- 制作プロデューサー - 八木欣也[86][87]
- 撮影 - 安田光[86][87]
- 照明 - 木村明生[87]
- 録音 - 小川武[87]
- 美術 - 平内悠介[87]
- スタイリスト - 棚橋公子[87]
- ヘアメイク - 鰕澤真由美[87]
- 編集 - 福田豊[87]
- アクション監督 - 小原剛[86][87]
- スケジュール - 井原眞司[87]
- 助監督 - 伊野部陽平[87]
- 製作担当 - 由利芳伸[87]
- 脚本協力 - 三田卓人[86][87]
- 企画協力 - ジャニーズ事務所[86][87]
- 配給 - ショウゲート[86][87]
- 宣伝 - 東宝アド[86]
- 制作プロダクション - 日テレアックスオン[86][87]
- 企画制作 - 日本テレビ放送網[86][87]
- 製作 - 劇場版「BAD BOYS J」製作委員会（D.N.ドリームパートナーズ、バップ、ジェイ・ドリーム、秋元康事務所、ソニー・ミュージックエンタテインメント、博報堂DYメディアパートナーズ、ショウゲート、日本テレビ放送網）[86][87]

## ムービーコミック
2015年9月14日よりスマートフォン向けアプリ「UULA」で配信中。出演声優（上述）は広島県出身者で固めている。

### 主題歌
- NAMBA69「BLAKE IT DOWN」[90]

## アプリ
- ソーシャル・ネットワーキング・サービス（SNS）のmixiにおいて、mixiアプリにソーシャルゲーム『BADBOYS』が登場した。株式会社アクシスによってリリースされ[91]、2009年12月25日から配信開始。
- SNSのGREEにおいて、メディアドゥのリリースによるフィーチャーフォン版アプリを2011年5月17日から配信開始し[92]、後にAndroid端末にも対応。同じくSNSのMobageにおいて、フィーチャーフォン・スマートフォン両対応で2013年10月2日から配信開始。またmobcastにおいても、フィーチャーフォン・スマートフォン両対応で2014年4月16日から配信開始[93]。
- この他にも、GREEに対応したアプリケーションとしては、愛知情報システムによるAndroid向けのソーシャルゲームが2013年1月22日から配信開始された[94][95]。